# Episodi di Crimini (seconda stagione)

Sam (Pietro Taricone) e Zen (Tomas Arana) nell'episodio Bestie

La seconda stagione della serie televisiva Crimini venne trasmessa in prima visione su Rai 2 nel 2010.
| nº | Titolo                         | Prima TV Italia |
| -- | ------------------------------ | --------------- |
| 1  | La doppia vita di Natalia Blum | 9 aprile 2010   |
| 2  | Niente di personale            | 16 aprile 2010  |
| 3  | Little Dream                   | 23 aprile 2010  |
| 4  | Cane Nero                      | 30 aprile 2010  |
| 5  | Neve sporca                    | 7 maggio 2010   |
| 6  | Mork e Mindy                   | 14 maggio 2010  |
| 7  | Bestie                         | 21 maggio 2010  |
| 8  | Luce del nord                  | 27 maggio 2010  |

## La doppia vita di Natalia Blum
- Tratto dall'omonimo racconto di  Gianrico Carofiglio, La doppia vita di Natalia Blum, in Giancarlo De Cataldo (a cura di), Crimini italiani, Torino, Einaudi, 2008,  pp. 109-146, ISBN 978-88-06-16322-8.
- Diretto da: Anna Negri
- Scritto da: Gianrico Carofiglio, Silvia Napolitano
- Ambientazione: Bari

### Trama
Marco Spinelli è uno story editor affermato che lavora da molti anni a Roma. Con la sua casa editrice ha pubblicato anche un libro dal titolo Come scrivere un romanzo e farselo pubblicare, che serve come manuale per i giovani scrittori che vorrebbero diventare autori di successo. Marco va in giro per l'Italia a presentare il libro, e un giorno va a Bari, la sua città di origine. Lì incontra Natalia, una ragazza giovane e affascinante che lo invita a bere qualcosa al bar. Lui accetta e lei gli chiede di leggere un suo romanzo, dal titolo La doppia vita di Natalia Blum; Marco di solito non legge i romanzi degli sconosciuti, ma in questo caso decide di fare un'eccezione e accetta. Durante il viaggio di ritorno, Spinelli rimane catturato dalla storia: la protagonista è Natalia Blum, una giovane laureata in giurisprudenza che lavora come prostituta, facendo credere alla sua famiglia di stare studiando per diventare magistrato. Tornato nella capitale, Marco comunica subito al suo editore che ha intenzione di pubblicare il libro di Natalia, tuttavia al momento è in possesso solo della metà del romanzo, perché l'autrice non ha ancora completato la seconda parte. A casa, Marco ritrova la sua fidanzata, ma si dimentica del suo compleanno. Lei va su tutte le furie e gli urla che è finita. Lui prosegue nella lettura della prima parte del romanzo: a Bari, una prostituta vicina di casa di Natalia viene orribilmente uccisa. Marco cerca su internet una notizia di cronaca che assomigli al racconto di Natalia, e legge che dieci giorni prima nel capoluogo pugliese è stato davvero trovato il cadavere mutilato di una meretrice. Nel romanzo, Natalia racconta di essere molto preoccupata per la sua incolumità, perché il colpevole tornerà ad ammazzare altre prostitute. Marco è sconvolto e non vuole che a Natalia succeda nulla di male, e dunque cerca di contattarla tramite e-mail, ma senza riuscirci. Decide allora di prendere il primo treno per Bari per cercare Natalia.
- L'episodio è inizialmente uscito in Italia in data 8 luglio 2009 al Roma Fiction Fest e poi in Svezia il 22 febbraio 2010.
- Interpreti: Emilio Solfrizzi (Marco), Anita Caprioli (Natalia - Gloria), Lidiya Liberman (Natalia), Paolo De Vita (dottor Bevilacqua), Mimmo Mancini (Albanese), Pia Lanciotti (Valeria), Pilar Abella (Giulia), Gigi Angelillo (editore), Bianca Nappi (Annalisa)
- Ascolti Italia: telespettatori 2.210.000 – share 8,28%[1]

## Niente di personale
- Tratto dall'omonimo racconto di  Carlo Lucarelli, Niente di personale, in Giancarlo De Cataldo (a cura di), Crimini italiani, Torino, Einaudi, 2008,  pp. 481-533, ISBN 978-88-06-16322-8.
- Diretto da: Ivano De Matteo
- Scritto da: Carlo Lucarelli, Giampiero Rigosi
- Ambientazione: Ancona

### Trama
Ad Ancona, Angelo, un insospettabile ragioniere, lavora come killer per la 'ndrangheta. Due famiglie molto potenti si contendono il potere sul territorio: una di queste due famiglie vuole l'autorizzazione dal Comune per costruire un grande centro commerciale, che sarà una copertura per affari illeciti. Marco, l'assessore che si occupa di rilasciare i certificati antimafia, viene minacciato di morte e quindi gli viene assegnata una scorta di due uomini. Sua moglie si chiama Mariangela ed è un ufficiale dell'Esercito italiano: in questo periodo la donna è preoccupata perché suo marito è scostante e non le dedica molte attenzioni.
Ad Angelo viene affidato l'incarico di uccidere Mariangela: sarà l'ennesimo omicidio. Tuttavia qualcosa non quadra: Angelo si rende conto che due 'ndranghetisti lo stanno pedinando, e capisce subito che l'organizzazione criminale per cui lavora ha deciso di toglierlo di mezzo. Il killer mette a punto un piano per salvarsi: rapisce Mariangela e inizia ad assassinare i criminali che si mettono sulla sua strada. Mariangela è spaventata e sotto shock, sta viaggiando nella sua macchina con un pericoloso assassino. Angelo le dice che tra un soldato e un mafioso non c'è chissà quale differenza: entrambi uccidono se vi è la necessità. Mariangela invece controbatte: i soldati non uccidono mai per scelta, mentre chi lavora per la mafia ha scelto liberamente di condurre una vita da criminale. Ciò che accadrà durante quella fuga metterà in dubbio questa convinzione di Mariangela.
- Interpreti: Rolando Ravello (Angelo), Donatella Finocchiaro (Mariangela), Salvatore Lazzaro (Marco), Peppino Mazzotta (Michele Fallà), Pier Luigi Misasi (Peppino Stranome), Claudio Castrogiovanni (Carmine), Gabriele Mainetti (Appuntato dei Carabinieri), Fabio Galli (Corradini), Giorgio Caputo (Gori), Antonio Tallura (Franco Fallà), Sergio Fiorentini (Zio Pasquale), Pino Torcasio (Totò), Elisa Della Valentina (giornalista), Salvo Valerio Alba, Claudio Corinaldesi, Alessandra Della Rocca, Linda Gayle Dollins, Claudio Garrubba, Susanna Gecchele, Daniele Guizzi, Giuseppe Mandica, Ylenia Mannoni, Umberto Montorsi, Maurizio Partino, Fabrizio Romagnoli, Vincenzo Scuruchi
- Ascolti Italia: telespettatori 2.038.000 – share 7,46%[2]

## Little Dream
- Tratto dall'omonimo racconto di  Massimo Carlotto, Little Dream, in Giancarlo De Cataldo (a cura di), Crimini italiani, Torino, Einaudi, 2008,  pp. 53-108, ISBN 978-88-06-16322-8.
- Diretto da: Davide Marengo
- Scritto da: Massimo Carlotto, Nicola Lusuardi, Tommaso Capolicchio
- Ambientazione: Trieste

### Trama
A Trieste Francesco Presutti, il capo di una potente e feroce famiglia del Friuli Venezia Giulia, sta avendo un rapporto sessuale con la sua amante, Federica Actis, una giovane modella che sogna di diventare attrice: i due hanno anche fatto uso di cocaina. Durante il rapporto sessuale lui ha un collasso cardiocircolatorio e muore. Lei, terrorizzata, telefona subito a Vincenzo Tagliaferro, un ex-poliziotto che lavora da tanti anni come capo della sicurezza per la famiglia Presutti. Tagliaferro lascia la ragazza davanti alla pensione in cui vive, e va a spostare il cadavere per far credere a tutti che sia morto a casa sua. Vincenzo non sa che ad aspettare Federica c'è Cristiano Malavasi, scagnozzo dei Presutti: Loredana, la vedova Presutti, lo ha incaricato di far sparire l'amante di suo marito; Malavasi, insieme a suoi sottoposti, rapisce la ragazza.
Vincenzo Tagliaferro, che è innamorato di Federica Actis e aveva una relazione con lei, chiede aiuto a Giulio Campagna, ispettore di polizia e suo amico di vecchia data. Tagliaferro gli racconta che Presutti aveva scoperto la sua relazione con la Actis e quindi lo aveva rimosso dal suo incarico, per sostituirlo con Cristiano Malavasi, un uomo violento e senza scrupoli. La vedova Presutti è una persona crudele, e ha incaricato Malavasi di fare sparire Federica. Vincenzo chiede quindi a Giulio Campagna di trovare la ragazza prima che sia troppo tardi. Quest'ultimo, considerando l'amicizia che li lega, decide di aiutarlo, ma la cosa non è semplice: Giulio lavora in un'altra città, e il suo capo vuole che lui si dedichi soltanto ad una banda di slavi trafficanti di droga.
Viene ritrovato il cadavere di Federica Actis: dall'autopsia risulta che è stata imbottita di farmaci e che ha subito anche una violenza carnale. Una ragazza dice a Campagna di aver visto Federica in una clinica privata di proprietà della famiglia Presutti; gli spiega anche che questa clinica è un posto infernale: la direttrice e suo marito utilizzano le ragazze che dovrebbero curare per sperimentare dei farmaci sintetizzati illegalmente in un laboratorio segreto all'interno della clinica, con gravissime conseguenze per la salute delle pazienti.
- Interpreti: Rodolfo Corsato (Giulio Campagna), Claudia Zanella (Serenella Zanetti), Guido Caprino (Cristiano Malavasi), Barbara Bouchet (Loredana Presutti), Grazia Schiavo (Claudia), Antonio Catania (commissario Veronesi), Gaia Bermani Amaral (Federica Actis), Marco Giallini (Vincenzo Tagliaferro), Massimo Wertmüller (Marzio Natoli), Lorenzo Acquaviva, Maria Pia Aricó, Benedetta Bocci, Marco Conte, Maurizio D'Agostino, Emilia Graziella De Bonis, Luigi Di Fiore (dottor Zantedeschi), Alberto Donatelli, Francesco Foti, Roberta Garzia, Luis Enrique Izaguirre Rivera, Ada Montellanico, Chiara Nicola (Christina), Ariella Reggio, Daniela Terreri (Simonetta Bartolini), Claudio Valenti, Perla Giordano
- Ascolti Italia: telespettatori 2.072.000 - share 7,65%[3]

## Cane Nero
- Diretto da: Claudio Bonivento
- Scritto da: Giorgio Faletti, Dardano Sacchetti
- Ambientazione: Torino

### Trama
A Torino c'è un piromane che ogni tanto brucia un cassonetto e lascia l'inquietante scritta Le cose che bruciano parlano. Per tale ragione viene soprannominato "il netturbino". Una sera, il commissario di polizia Matteo De Rosa si trova nel pub di un suo amico e festeggia insieme a lui il compleanno: dice di essere stanco di lavorare di aver già chiesto l'aspettativa. Matteo riceve anche la videochiamata di Tony, suo collega e amico, che gli fa gli auguri e gli chiede di rimanere vicino alla sua famiglia: subito dopo si punta la pistola di ordinanza al cuore e si suicida. Matteo è sconvolto e corre subito da lui, ma oramai non c'è più niente da fare.
Tony era il soprannome di Antonio Barberis, un agente di polizia che era stato sospeso dal servizio per avere rubato dei soldi. Sia la moglie di Antonio e sia Matteo non lo avevano mai biasimato, perché la figlia di Antonio ha una grave malattia, dalla quale può guarire solo con una costosissima operazione da fare all'estero. La moglie di Antonio adesso è disperata perché sua figlia rischia di morire.
Sul lavoro, intanto, De Rosa e la sua squadra stanno indagando su un grosso traffico di droga tra una banda di criminali russi e un'organizzazione di trafficanti napoletani che usano una pizzeria come copertura. Oltre a questa delicata indagine, i nostri devono adesso occuparsi anche della metamorfosi del netturbino, che inizia a colpire non più i cassonetti dell'immondizia ma i luoghi frequentati dai poliziotti del commissariato diretto da Matteo De Rosa. Il netturbino adesso si firma con il soprannome Cane Nero, forse ad indicare il fatto che è diventato molto più pericoloso. Il questore, preoccupato per il fatto che De Rosa trascurava il caso del netturbino, decide di integrare un nuovo elemento in commissariato: si tratta della dottoressa Marina Testi, un'esperta di profiling. Il questore presenta la Testi a De Rosa, e spiega loro che sia Cane Nero e sia i trafficanti russi hanno la massima priorità. In passato De Rosa e la Testi avevano avuto anche una breve relazione sentimentale, poi finita per decisione dei lei. Le indagini su Cane Nero vanno avanti: si ipotizza che questo soprannome non sia in lingua italiana ma in lingua latina, e faccia quindi riferimento a Nerone, l'imperatore che nell'antichità causò un gravissimo incendio a Roma.
- Interpreti: Enzo Decaro (Matteo De Rosa), Vittoria Belvedere (Marina Testi), Genti Kame (Igor), Michele De Virgilio (Beppe), Giampiero Lisarelli (Reitano), Giorgia Cardaci (Carla), Gaetano Amato (questore)
- Ascolti Italia: telespettatori 1.829.000 – share 7,32%[4]

## Neve sporca
- Tratto dall'omonimo racconto di  Giancarlo De Cataldo, Neve sporca, in Giancarlo De Cataldo (a cura di), Crimini italiani, Torino, Einaudi, 2008,  pp. 3-52, ISBN 978-88-06-16322-8.
- Diretto da: Davide Marengo
- Scritto da: Giancarlo De Cataldo, Salvatore Marcarelli
- Ambientazione: Courmayeur

### Trama
Un sudamericano trafficante di droga affitta una stanza all'hotel Metropole di Courmayeur. Ha appuntamento con Torresi e Marenghi, due commercialisti che devono concludere un affare con lui per conto di Don Saro, un pericoloso e spietato boss mafioso. Il sudamericano deve consegnare ai due uomini un borsone contenente venti chili di cocaina purissima, pagati anticipatamente da don Saro; ma, prima di eseguire il suo compito, lo spacciatore viene colpito mortalmente da un infarto. Fabrizio, il giovane facchino dell'albergo, va nella stanza del sudamericano e inciampa nel borsone con dentro la droga; poi si accorge che l'uomo è morto. Il ragazzo decide di impossessarsi di quel borsone, sapendo dell'enorme valore economico di venti chili di cocaina. Dopo averlo fatto, chiama Mario, direttore dell'hotel, per avvisarlo che uno dei clienti è morto. Mario chiama immediatamente i Carabinieri, che intervengono sul posto: il sudamericano viene identificato, e la notizia della sua morte arriva anche a Renato Mancuso, un maggiore della Direzione Investigativa Antimafia che lavora a Torino. Mancuso decide di andare a Courmayeur per capire cosa ci facesse lì quello spacciatore.
Intanto, Fabrizio va a casa di Manuela, una ragazza di ventiquattro anni che vorrebbe cantare nei locali, ma, presentandosi ai colloqui, riceve solo proposte come cameriera, spogliarellista o prostituta. Fabrizio propone a Manuela di vendere insieme quella droga e dividersi il denaro: la giovane è titubante, ma ha troppo bisogno di soldi, e quindi accetta. Proprio il giorno prima, Manuela era andata a cercare lavoro nel locale del cocainomane Carmelo Mandarà: lì aveva incontrato Patrice Moreillon, un uomo di mezza età che non vedeva da moltissimo tempo. Mandarà le aveva raccontato che lui e Patrice erano stati compagni di cella, e in carcere è nata una solida amicizia. Ora Manuela si ripresenta nel locale di spogliarelliste di Mandarà, questa volta non per cercare lavoro ma per vendere la droga insieme con Fabrizio.
Nel frattempo lo spietato capomafia Don Saro è furioso perché qualcuno ha rubato la droga di sua proprietà, e per questo motivo se la prende con Torresi e Marenghi: ordina ai suoi scagnozzi di dare fuoco al loro studio associato e di rinchiuderli in una cella frigorifera. Don Saro infatti utilizza come copertura una macelleria di sua proprietà. Torresi e Marenghi non mentono quando dicono di non sapere che fine abbia fatto il borsone con la cocaina. Il boss ordina loro di trovare quella droga e li minaccia: che se non ci riusciranno in tre giorni, li farà ammazzare e darà i loro resti in pasto al suo fedele cagnolino, forse l'unico essere vivente per cui Don Saro prova dei sentimenti.
Carmelo Mandarà, essendo anche lui un affiliato di Don Saro, si rivolge al suo capo per chiedergli i soldi con cui acquistare la droga da Manuela e Fabrizio.
- Interpreti: Alessandro Roja (Fabrizio), Lavinia Longhi (Manuela), Therry Toscan (Patrice), Marcello Mazzarella (Torresi), Thomas Trabacchi (Marenghi), Pascal Zullino (Carmelo Mandarà), Claudio Spadaro (Chaporieux), Christian Ginepro (Mario, direttore dell'albergo), Sara Tommasi (prostituta), Roberto Citran (maggiore Renato Mancuso), Ernesto Mahieux (don Saro)
- Ascolti Italia: telespettatori 1.363.000 – share 5,30%[5]

## Mork e Mindy
- Diretto da: Stefano Sollima
- Scritto da: Piergiorgio Di Cara, Luca Rossi
- Ambientazione: Perugia

### Trama
Mork & Mindy era una celebre serie televisiva statunitense. Negli anni '90 a Roma, Marco Marzano, un ragazzo di 14 anni soprannominato Mork, sta trattando con un trafficante di droga per diventare un corriere, ma interviene subito la Polizia che arresta sia il minorenne sia il trafficante e i suoi scagnozzi. Arrivato in commissariato, scopriamo che Mork non voleva davvero spacciare droga, ma era un infiltrato. Interviene suo padre, il poliziotto che dirige quel commissariato: è furioso perché nessuno lo aveva informato del fatto che suo figlio collaborava con i suoi uomini. Mork, conclusa l'operazione, ha guadagnato un accendino. 
 La narrazione si sposta negli anni 2000, e Mork è diventato un ispettore di Polizia. Mentre il giovane sta giurando fedeltà alla Repubblica Italiana, suo padre, commissario di Polizia, ha ricevuto una soffiata: un'organizzazione criminale capeggiata dal croato Goran Mladic sta per compiere una rapina a un furgone portavalori. È l'occasione giusta per sgominare questa banda arrestando il pesce grosso: il padre di Mork e i suoi uomini intercettano gli scagnozzi di Mladic, e segue uno scontro a fuoco. Marzano, per difendersi, ferisce mortalmente un ragazzo che lavora per Mladic, il quale subito uccide con una raffica di mitra Marzano. 
 Mork è deciso ad arrestare Goran Mladic, e inizia quindi a fare l'infiltrato nelle bande di trafficanti di droga. La svolta arriva quando un informatore gli rivela che Goran si trova a Perugia per fare affari con un clan di criminali nigeriani. Mork chiede ed ottiene il trasferimento nella città umbra con lo scopo di infiltrarsi e catturare Mladic. Il Questore di Perugia Gianni Todeschi presenta Mork alla sua nuova squadra, di cui fa parte anche Melinda, una giovane poliziotta che si era infiltrata in un locale dei nigeriani, ma che ha appena fatto saltare la sua copertura per salvare la vita ad una prostituta. Il Questore Todeschi la ritiene un'incapace, ma Mork invece comprende il fatto che la vita umana è più importante di qualsiasi operazione, e inizia a frequentarla. Curiosamente, il soprannome di Melinda è Mindy. Mork e Mindy, dunque, condividono un obiettivo comune, quello di assicurare alla giustizia Goran Mladic, un criminale spietato che non esita ad uccidere sia i poliziotti sia i suoi scagnozzi che non gli vanno a genio. Mork vuole che Melinda sia un'infiltrata insieme a lui, e ottiene l'autorizzazione di Todeschi. Mork e Mindy iniziano anche una relazione sentimentale.
- Interpreti: Marco Foschi (ispettore Marco "Mork" Marzano), Francesca Inaudi (agente Melinda "Mindy"), Francesco Siciliano (questore Gianni Todeschi), Branko Đurić (Goran Mladic), Alessandro Prete (Omar), Mario Porfito (sovrintendente Gino Malerba), Rosaria Russo, Federico Pacifici (commissario Rocco Marzano), Antonio Gerardi (poliziotto), Edoardo Leo (Luca), Ninetto Davoli (il "pirata"), Juliet Esey Joseph, Hedy Krissane
- Ascolti Italia: telespettatori 1.452.000 – share 5,65%[6]

## Bestie
- Diretto da: Andrea Manni
- Scritto da: Sandrone Dazieri, Giampiero Rigosi
- Ambientazione: Matera

### Trama
Matera è ritenuta da molti una città tranquilla. In questa città c'è un agriturismo di proprietà di una giovane donna, soprannominata la "direttora", che lo ha ereditato dai suoi genitori. Il cuoco dell'agriturismo è Sam, un ragazzo che ha una relazione sentimentale con la direttora: lei preferisce non dire a nessuno del loro rapporto. 
 Maurizio è un ragazzo di venticinque anni, ecologista e animalista convinto, noto anche alle forze dell'ordine per qualche manifestazione e occupazione non autorizzata. Maurizio affitta una stanza proprio all'agriturismo della direttora, e quella sera si reca in un bar dove si incontra con un uomo zoppo: i due contrattano sulla compravendita di qualcosa, probabilmente si tratta di droga. Maurizio ha concluso l'affare e, con la sua macchina, ritorna all'agriturismo. Appena sceso, qualcuno lo colpisce con numerose coltellate, uccidendolo. 
 La mattina dopo, Sam cerca Maurizio per fargli spostare la sua macchina che è stata parcheggiata male, ma non lo trova. Avendo notato che la macchina non è chiusa a chiave, Sam decide di spostarla lui stesso: entra nell'auto e trova il cadavere di Maurizio. Sam chiama immediatamente la Polizia, ma viene arrestato con l'accusa di omicidio. Il cuoco, infatti, ha dei precedenti penali: furto con scasso e rapina a mano armata. Sam aveva compiuto questi reati a Milano, la sua città natale; otto anni prima era trasferito a Matera e aveva trovato lavoro come cuoco, ma, poiché era intenzionato a diventare un onesto cittadino, aveva deciso di non rivelare a nessuno gli errori commessi nel passato, nemmeno alla direttora. Ora, però, dopo l'arresto, sui giornali vengono pubblicati i precedenti penali di Sam. Dalle indagini risulta che quest'ultimo ha un alibi di ferro: mentre Maurizio veniva brutalmente assassinato, Sam si trovava in un pub a guardare una partita di rugby. Gli inquirenti trovano venti grammi di cocaina in mano a Maurizio, e quindi ritengono che la vittima era un tossicodipendente. 
 Sam viene scarcerato e promette alla sua fidanzata di essere sempre sincero. Adesso l'agriturismo ha un debito di 30.000 euro con una banca, e la direttora non vede altra soluzione se non quella di rivolgersi a un usuraio. 
 Intanto, all'agriturismo si presenta un uomo con un accento inglese che sembra essere un normale cliente, ma in realtà è venuto per incontrare Sam. L'uomo si chiama Zen e si trova in Italia con una falsa identità. Zen conosceva bene Maurizio: i due erano entrambi animalisti ed ecologisti, e Zen sa benissimo che Maurizio non aveva mai fatto uso di droghe in vita sua e non era nemmeno uno spacciatore. Maurizio si trovava a Matera per indagare su un traffico illecito di bile di orso, una sostanza illegale che si ottiene sottoponendo gli orsi a delle terribili torture. Zen chiede a Sam di condurre di un'indagine non autorizzata per dimostrare che Maurizio non era un drogato e per risalire ai responsabili della sua morte. Sam allora contatta la madre di Maurizio, che è una signora molto ricca, e le promette di scoprire tutta la verità sull'omicidio di suo figlio: in cambio, però, vuole 30.000 euro. La donna accetta, e Sam e Zen iniziano ad indagare insieme.
- Interpreti: Pietro Taricone (Sam), Christiane Filangieri (direttora), Tomas Arana (Zen), Sergio Albelli (Franchini), Daniele Pilli (Ciccio), Orsetta De Rossi (Emanuela Farri), Rocco Di Gregorio (Aldo), Mauro Santopietro (Rosso), Sasa Vulicevic, Maurizio Aiuto, Riccardo Angelini, Francesca Bastone, Maria Bretagna, Cristina Cellini, Massimo Cimaglia, Claudio Compagno, Antonella Fragiello, Fabio Gomiero, Georgia Lepore, Daniele Miglio, Marina Pennafina, Donato Placido, Rino Salamone (Francone), Innocenzo Schiavone, Corrado Solari, Marco Tamilia, Daniel Simone Vinci (fornitore)
- Alla fine dell'episodio, Pietro Taricone che è anche la voce narrante, fa un discorso sull'importanza di difendere gli animali a rischio di estinzione e sulla assoluta inutilità e dannosità dei farmaci illegali che si ottengono torturando e uccidendo gli animali.
- Ascolti Italia: telespettatori 1.421.000 – share 5,69%[7]

## Luce del nord
- Tratto dall'omonimo racconto di  Giampaolo Simi, Luce del Nord, in Giancarlo De Cataldo (a cura di), Crimini italiani, Torino, Einaudi, 2008,  pp. 315-356, ISBN 978-88-06-16322-8.
- Diretto da: Stefano Sollima
- Scritto da: Giampaolo Simi, Vittorio Testa
- Musiche di: Tonj Acquaviva
- Ambientazione: Genova

### Trama
La narrazione inizia a Genova nel 1990. Tutti guardano i mondiali di calcio alla televisione, ma Fabio e Domenico, due ragazzini molto amici, si divertono molto di più a giocare insieme a pallone. 
 A questo punto la narrazione riprende nel capoluogo della Liguria nel 2009. Fabio Derna è diventato sovrintendente della Polizia di Stato, e da oltre tre anni non vede più il suo amico d'infanzia Domenico Fiore. Derna sta facendo un appostamento insieme al collega Michele Conte, che ha ricevuto una soffiata riguardo a un traffico illegale di diamanti su cui la Polizia indaga da diversi mesi: è in arrivo un corriere dall'estero con una nuova partita. Fabio riconosce che il corriere che sta per essere arrestato è proprio Domenico, ma non lo rivela a Michele. I due poliziotti pedinano Fiore che si reca a casa della sua fidanzata Valeria, e lì nasconde un sacchettino con dentro dei diamanti che valgono complessivamente mezzo milione di euro. Michele Conte vuole subito fare irruzione, sequestrare i diamanti e arrestare Domenico Fiore, ma quest'ultimo esce dalla casa e Michele lo segue da solo. Fabio in casa di Valeria passando dalla finestra e si impossessa dei diamanti, poi se ne va. Nel frattempo, Conte ha chiamato rinforzi e il magistrato ha autorizzato l'irruzione a casa di Valeria: i poliziotti mettono a soqquadro la casa ma non trovano niente di compromettente. 
 Domenico avrebbe dovuto consegnare quei diamanti a De Vaerecken, un ex-colonnello di uno Stato totalitario africano e ora spietato criminale soprannominato l'olandese. Fiore si presenta all'appuntamento nella barca di De Vaerecken e gli racconta tutto quello che sa: aveva nascosto i diamanti ma poi la Polizia ha fatto irruzione nella casa, senza trovare nulla. I diamanti sono spariti, e l'unica spiegazione sembra essere che uno dei poliziotti che hanno effettuato la perquisizione abbia sottratto illecitamente il sacchettino con i diamanti. E in effetti, nell'ambiente della criminalità genovese, c'è un poliziotto corrotto che però non è in combutta con trafficanti di diamanti, bensì con responsabili di bische clandestine, usurai e sfruttatori della prostituzione. De Vaerecken inizialmente non crede alla versione di Domenico Fiore e, credendo che lui stia cercando di ingannarlo, lo fa aggredire dai suoi scagnozzi e lo minaccia di tagliargli un dito. Domenico non si aspettava tutta questa violenza e dice la verità: non sa dove si trovano adesso i diamanti. De Vaerecken, con una inaudita crudeltà e spietatezza, gli taglia un mignolo. 
 Michele Conte dice al PM che Fabio Derna è un corrotto, ed ottiene il permesso di pedinarlo. Fabio va a casa di Valeria e le chiede se è al corrente del fatto che il suo fidanzato è invischiato nella criminalità. Valeria non sapeva assolutamente nulla, e questa notizia la turba anche perché ha da poco scoperto di aspettare un bambino da Domenico.
- Interpreti: Paolo Briguglia (Fabio Derna), Vinicio Marchioni (Domenico Fiore), Nicole Grimaudo (Valeria), Simone Gandolfo (Michele Conte), Roberta Spagnuolo (Lucia Aldibrandi), Clive Riche (Alphonse De Vaerecken), Massimo Cagnina, Riccardo Floris, Francesco Gerardi
- Ascolti Italia: telespettatori 1.152.000 – share 4,83%[8]